# Зденька Малкова
Зденька Малкова (чеськ. Zdeňka Málková; нар. 19 січня 1975) — колишня чеська тенісистка.
Найвищу одиночну позицію світового рейтингу — 168 місце досягла 4 травня 1992, парну — 213 місце — 16 вересня 1991 року.
Здобула 5 одиночних та 6 парних титулів туру ITF.
Завершила кар'єру 1998 року.

## Фінали ITF (11–6)

### Одиночний розряд (5–3)
| Легенда          |
| ---------------- |
| Турніри $100,000 |
| Турніри $75,000  |
| Турніри $50,000  |
| Турніри $25,000  |
| Турніри $10,000  |

| Фінали за покриттям |
| ------------------- |
| Тверде (0–0)        |
| Ґрунт (5–3)         |
| Трава (0–0)         |
| Килим (0–0)         |

| Результат | Ранг | Дата              | Турнір                       | Покриття | Суперниця        | Рахунок            |
| --------- | ---- | ----------------- | ---------------------------- | -------- | ---------------- | ------------------ |
| Перемога  | 1.   | 15 липня 1991     | Карлові Вари, Чехословаччина | Ґрунт    | Катя Олєклаус    | 6–4, 2–6, 7–6(7–0) |
| Перемога  | 2.   | 25 квітня 1994    | Нойдерфль, Австрія           | Ґрунт    | Петра Шварц      | 6–1, 6–2           |
| Поразка   | 1.   | 13 червня 1994    | Марибор 1, Словенія          | Ґрунт    | Татьяна Єчменіца | 1–6, 7–6(8–6), 3–6 |
| Перемога  | 3.   | 31 липня 1995     | Горб-ам-Неккар, Німеччина    | Ґрунт    | Тяша Єзерник     | 2–6, 6–1, 6–3      |
| Перемога  | 4.   | 8 липня 1996      | Амерсфорт, Нідерланди        | Ґрунт    | Хотта Томое      | 6–2, 6–3           |
| Поразка   | 2.   | 11 листопада 1996 | Сан-Паулу 5, Бразилія        | Ґрунт    | Селесте Контін   | 3–6, 4–6           |
| Поразка   | 3.   | 18 листопада 1996 | Сан-Паулу 6, Бразилія        | Ґрунт    | Ірина Селютіна   | 2–6, 4–6           |
| Перемога  | 5.   | 7 квітня 1997     | Галатіна, Італія             | Ґрунт    | Лаура Фодорян    | 5–7, 6–4, 6–2      |

### Парний розряд (6–3)
| Легенда          |
| ---------------- |
| Турніри $100,000 |
| Турніри $75,000  |
| Турніри $50,000  |
| Турніри $25,000  |
| Турніри $10,000  |

| Фінали за покриттям |
| ------------------- |
| Тверде (0–0)        |
| Ґрунт (6–3)         |
| Трава (0–0)         |
| Килим (0–0)         |

| Результат | Ранг | Дата            | Турнір                     | Покриття | Партнерка           | Суперниці                            | Рахунок         |
| --------- | ---- | --------------- | -------------------------- | -------- | ------------------- | ------------------------------------ | --------------- |
| Перемога  | 1.   | 24 вересня 1990 | Малий Лошинь, Югославія    | Ґрунт    | Ева Мартінцова      | Anna Mirza Іріна Спирля              | 6–1, 6–1        |
| Поразка   | 1.   | 1 жовтня 1990   | Шибеник (місто), Югославія | Ґрунт    | Ева Мартінцова      | Сильвія Чопек Катажина Теодорович    | 7–6, 6–7, 6–7   |
| Поразка   | 2.   | 8 жовтня 1990   | Бол, Югославія             | Ґрунт    | Ева Мартінцова      | Магдалена Фейстель Іріна Спирля      | 6–4, 3–6, 1–6   |
| Поразка   | 3.   | 25 лютого 1991  | Валенсія, Іспанія          | Ґрунт    | Жанетта Гусарова    | Роса Б'єльса Ханет Соуто             | 2–6, 3–6        |
| Перемога  | 2.   | 1 квітня 1991   | Шибеник (місто), Югославія | Ґрунт    | Жанетта Гусарова    | Олена Макарова Сухова Ірина          | 6–1, 7–5        |
| Перемога  | 3.   | 8 квітня 1991   | Белград, Югославія         | Ґрунт    | Жанетта Гусарова    | Івона Хорват Ева Мартінцова          | 6–0, 7–6(13–11) |
| Перемога  | 4.   | 27 липня 1992   | Реда-Віденбрюк, Німеччина  | Ґрунт    | Клара Благова       | Ева Мартінцова Сильвія Штефкова      | 7–6(7–5), 6–4   |
| Перемога  | 5.   | 25 квітня 1994  | Нойдерфль, Австрія         | Ґрунт    | Моніка Кратохвілова | Дезіре Лойпольд Зандра Райхель       | 6–0, 4–6, 6–1   |
| Перемога  | 6.   | 7 квітня 1997   | Галатіна, Італія           | Ґрунт    | Ольга Гостакова     | Лаура Фодорян Оана Елена Голімбйоскі | 3–6, 6–2, 6–1   |

## Юніорські фінали турнірів Великого шолома (0–1)

### Girls' doubles
| Результат | Рік  | Турнір                               | Покриття | Партнерка      | Суперниці                | Рахунок  |
| --------- | ---- | ------------------------------------ | -------- | -------------- | ------------------------ | -------- |
| Поразка   | 1991 | Відкритий чемпіонат Франції з тенісу | Ґрунт    | Ева Мартінцова | Ева Бес Інес Горрочатегі | 1–6, 3–6 |